# Aleucanitis scolopax
Aleucanitis scolopax là một loài bướm đêm trong họ Noctuidae.